# Mary Beth Peil
Mary Beth Peil (Davenport, 25 giugno 1940) è un'attrice e soprano statunitense.

## Biografia
Ha studiato canto lirico con il soprano tedesco Lotte Lehmann alla Northwestern University, ricevendo prestigiosi riconoscimenti per il suo talento dalla Young Concert Artists e dalla Metropolitan Opera House. Negli anni sessanta è nota per la sua interpretazione del ruolo di Susanna nelle Nozze di Figaro, che propone nel tour statunitense, alla New York City Opera e al Met. Recita anche in ruoli da protagonista ne La Traviata e La Bohème alla Minnesota Opera House, oltre a cantare Micaela accanto alla Carmen di Risë Stevens ed esibirsi in recital alla Carnegie Hall e al Festival dei Due Mondi di Spoleto. Nel 1971 interpreta Alma nella prima produzione di Summer and Smoke, un'opera tratta dall'omonimo dramma di Tennessee Williams; Mary Beth Peil ha interpretato nuovamente Alma undici anni dopo, nel 1982 in una replica dell'opera trasmessa in TV: sarà la sua ultima apparizione in un'opera lirica.
Nel 1983 il soprano passa dal mondo della lirica a quello del musical quando interpreta la protagonista femminile nella produzione della Minnesota Opera del musical di Cole Porter Kiss Me, Kate. L'anno successivo interpreta Anna Leonowens nel tour statunitense del Re ed Io, che approda a Broadway nel 1985. Mary Beth Peil è la dodicesima attrice ad interpretare Anna accanto a Yul Brynner e la sua ultima coprotagonista: il celebre interprete del Re del Siam morirà nell'ottobre del 1985. Per la sua performance in The King and I viene candidata al Tony Award alla miglior attrice non protagonista in un musical.
Nel 1987 debutta nell'Off-Broadway con il musical Birds of Paradise e l'anno successivo torna a lavorare nei tour, interpretando la baronessa Elsa nel tour di Tutti insieme appassionatamente. Nel 1988 torna a New York per interpretare l'attrice Desirée Armfeldt nel musical A Little Night Music. Nel giro di pochi anni interpreta altri due ruoli scritti da Sondheim: la Mendicante di Sweeney Todd (Paper Mill Playhouse nel 1992 e nuovamente al Kennedy Center nel 2002) e Sara Jane Moore in Assassins (San Jose Civic Light Opera, 1993). Nel 1995 vince l'Obie Award per le sue interpretazioni in tre opere di prosa nell'Off Broadway: The Naked Truth, Missing Persons e A Cheever Evening.
Nel 2003 torna a Broadway nel musical Nine dove interpreta la madre di Guido, interpretato da Antonio Banderas; allo scadere del suo contratto viene sostituita da Marni Nixon. Nel 2008 lavora nel suo quarto musical di Sondheim, Sunday in the Park with George, in cui interpreta la madre di Georges Seurat nel primo revival di Broadway del musical. Nel 2010 è nuovamente a Broadway con Women on the Verge of a Nervous Breakdown e l'anno successivo interpreta Solange LaFitte nel musical Follies a Broadway e Los Angeles. Nel 2013 è la governante Mrs.Pearce in una versione concertale di My Fair Lady al Kennedy Center e nel 2014 interpreta Mrs. Peachum nell’Opera da tre soldi di Brecht con F. Murray Abraham e Laura Osnes. Nel 2015 torna a Broadway per recitare nel musical The Visit con Chita Rivera, Roger Rees e Jason Danieley.
Nel 2016 recita nella prima produzione del musical Anastasia ad Hartford, tratto dal celebre film d'animazione, in cui interpreta l'Imperatrice Madre Dagmar di Danimarca accanto a Caroline O'Connor e Derek Klena. Nello stesso anno torna a recitare a Broadway nel dramma di Christopher Hampton Les Liaisons Dangereuses, dove recita nei panni di Madame de Rosemonde accanto a Janet McTeer e Liev Schreiber. Nel 2017 il musical Anastasia debutta a Broadway con Mary Beth Peil nel ruolo dell'Imperatrice Made, un ruolo che le vale la sua seconda candidatura al Tony Award alla miglior attrice non protagonista in un musical, oltre che le nomination al Drama Desk Award e all'Outer Critics Circle Award nella stessa categoria.
Ha recitato in vari film e serie televisive quali Law & Order, Law & Order: Unità Speciale,The Good Wife,  ma il ruolo che certamente le ha dato maggior notorietà è quello di Evelyn "Grams" Ryan in Dawson's Creek.

## Filmografia

### Cinema
- Quell'uomo sarà mio (Jersey Girl), regia di David Burton Morris (1992)
- Reckless, regia di Norman René (1995)
- La strana coppia 2 (The Odd Couple II), regia di Howard Deutch (1998)
- La donna perfetta (The Stepford Wives), regia di Frank Oz (2004)
- Shortbus - Dove tutto è permesso (Shortbus), regia di John Cameron Mitchell (2005)
- Flags of Our Fathers, regia di Clint Eastwood (2006)
- The List, regia di Gary Wheeler (2007)
- Riflessi di paura (Mirrors), regia di Alexandre Aja (2008)
- Maladies, regia di Carter (2012)
- Contest, regia di Anthony Joseph Giunta (2013)
- Collateral Beauty, regia di David Frankel (2016)
- Qui e ora (Here and Now), regia di Fabien Constant (2018)

### Televisione
- Law & Order - I due volti della giustizia (Law & Order) - serie TV, 1 episodio (1994)
- The Job - serie TV, 1 episodio (2001)
- Dawson's Creek - serie TV, 128 episodi (1998-2003)
- The Reagans - film TV, regia di Robert Allan Ackerman (2003)
- Law & Order - Unità vittime speciali (Law & Order: Special Victims Unit) - serie TV, episodio 7x11 (2005)
- Fringe - serie TV, 1 episodio (2009)
- The Good Wife - serie TV, 43 episodi (2009-2016)
- Submissions Only - serie TV, 1 episodio (2012)
- The Village - serie TV, 6 episodi (2019)
- Katy Keene - serie TV (2020)

## Teatro
- Kiss Me, Kate, Minnesota Opera (Minneapolis), 1983
- The King and I, tour statunitense, 1985
- The King and I, Broadway Theatre (Broadway), 1985
- Birds of Paradise, Promenade Theatre (Off Broadway), 1987
- A Little Night Music, Lillie Blake School (New York), 1988
- The Sound of Music, tour statunitense, 1988
- Cimbelino, Joseph Papp Public Theatre (Off Broadway), 1989
- Four Short Opera, Playwrights Horizons (Off Broadway), 1991
- Bodoni Country, Vineyard Theatre (Off Broadway), 1991
- Tales From Vienna Woods, Jory Theatre (Louisville), 1991
- Sweeney Todd, Paper Mill Playhouse (Millburn), 1991
- Antonio e Cleopatra, Actors Theatre of Louisville (Louisville), 1992
- Assassins, San Jose Civic Light Opera (San Jose), 1993
- The Sandbox e Finding the Sun, Signature Theatre (Off Broadway), 1994
- The Naked Truth, WPA Theatre (Off Broadway), 1994
- A Cheever Evening, Playwrights Horizons (Off Broadway), 1994
- Missing Persons, Linda Gross Theatre (Off Broadway), 1995
- The Naked Eye, American Repertory Theater (Cambridge), 1996
- Il trionfo dell'amore, Centerstage (New Haven), 1997
- As Thousands Cheer, Greenwhich Theatre (Off Broadway), 1998
- Hay Fever, Yale Repertory Theatre (New Haven), 1999
- Ancestral Voices, Williamstown Theatre Festival (Williamstown), 2000
- Don Juan de Marco, New York, 2000
- They All Laughed!, Goodspeed Opera House (East Haddem), 2001
- Sweeney Todd, Kennedy Center (New York), 2002
- Nine, Roundabout Theatre (Broadway), 2003
- Frame 312, Linda Gross Theatre (Off Broadway), 2003
- First Lady Suite, Connelly Theatre (Off Off Broadway), 2004
- Lucky Duck, Old Globe (San Diego), 2004
- Hedda Gabler, New York Theatre Workshop (Off Broadway), 2004
- Celebration, Linda Gross Theatre (Off Broadway), 2005
- Madagascar, The Public Theater (Off broadway), 2005
- The Room, Linda Gross Theatre (Off Broadway), 2005
- M. Proust, About Face Theatre (Chicago), 2006
- The Thing You Least Expect, George Street Playhouse (New Brunswick), 2006
- The Cocktail Hour, Long Wharf Theatre (New Haven), 2007
- 33 Variations, Arena Stage (New York), 2007
- Sunday in the Park with George, Studio 54 (Broadway), 2008
- The Third Story, La Jolla Playhouse (La Jolla), 2008
- Women on the Verge of a Nervous Breakdown, Belasco Theatre (Broadway), 2010
- 10x25 Series B, Atlantic Theater Company (Off Broadway), 2010
- Follies, Marquis Theatre (Broadway), 2011
- Follies, Ahmanson Theatre (Los Angeles), 2012
- Harper Regan, Atlantic Theatre (Off Broadway), 2012
- The Morini Strad, Colony Theatre (Off Broadway), 2012
- Hey Girl Friday, La Jolla Playhouse (La Jolla), 2013
- Domesticated, Kennedy Center (Off Broadway), 2013
- My Fair Lady, Kennedy Center (New York), 2013
- The Threepenny Opera, Linda Gross Theatre (Off Broadway), 2014
- Dying for It, Atlantic Theater Company (Off Broadway), 2014
- The Visit, Lyceum Theatre (Broadway), 2015
- Anastasia, Hartford Stage World (Hartford), 2016
- Les Liaisons Dangereuses, Booth Theatre (Broadway), 2017
- Anastasia, Broadhurst Theatre (Broadway), 2017
- Road Show, City Center Encores! (New York), 2019
- Macbeth, Classic Stage Company (New York), 2019
- A Little Night Music, Barrington Stage Company (Pittsfield), 2019
- A Man of No Importance, Classic Stage Company (New York), 2022

## Repertorio (parziale)
| Ruolo         | Titolo                     | Autore  |
| ------------- | -------------------------- | ------- |
| Micaela       | Carmen                     | Bizet   |
| Lucia         | The Rape of Lucretia       | Britten |
| Vreli         | A Village Romeo and Juliet | Delius  |
| Miss Alma     | Summer and Smoke           | Hoiby   |
| Susanna       | Le nozze di Figaro         | Mozart  |
| Pamina        | Il flauto magico           | Mozart  |
| Leonora       | Maskarade                  | Nielsen |
| Cio Cio-san   | Madama Butterfly           | Puccini |
| Mimi          | La bohème                  | Puccini |
| Suor Angelica | Suor Angelica              | Puccini |
| Clorinda      | La Cenerentola             | Rossini |
| Violetta      | La traviata                | Verdi   |

## Doppiatrici italiane
- Graziella Polesinanti in Dawson's Creek, Collateral Beauty
- Germana Dominici in Riflessi di paura
- Melina Martello in The Good Wife
- Angiolina Quinterno in La donna perfetta